# Arrow Classic Rock

Arrow Classic Rock Logo

Arrow Classic Rock ist ein niederländischer privater Hörfunksender. Der Sender spielt Classic Rock und aktuelle Rock-Songs. Das Programm ist weitgehend unmoderiert, ausgenommen von einigen Sendungen morgens und vormittags. Ansonsten wird die Musik nur von Werbung, Jingles und Nachrichten, die von der Nachrichtenagentur ANP stammen, unterbrochen.

## Geschichte
Der Sender wurde Mitte 1996 gegründet und sendete zunächst nur über einen relativ schwachen Mittelwellensender. Am 1. Juni 2003 konnte von Radio 10 FM (heute: Radio 10 Gold) die stärkere Frequenz 675 kHz übernommen werden. Am 31. Januar 2008 wurde der Sendebetrieb über Mittelwelle eingestellt. Das Programm ist im deutschsprachigen Raum vorwiegend über Internet-Stream zu hören, da die Ausstrahlung über den hier verbreiteten Astra-Satelliten auf der Position 19,2 Grad Ost Anfang Mai 2011 ebenfalls endete.
Am 1. Juli 2007 übernahm Arrow im Zuge der Fusion von SBS Broadcasting mit der ProSiebenSat.1 Media AG von SBS den Sender Caz! und sendet seitdem auf deren UKW-Frequenzen. Die alte Mittelwellen-Frequenz wurde an Radio Maria (Niederlande) verkauft.

## Empfang
Arrow Classic Rock ist überall in den Niederlanden per Kabel zu empfangen und war bis 10. März 2009 auch über UKW zu hören. Anschließend war Arrow Classic Rock vom 11. März 2009 bis 5. Mai 2009 vorübergehend per Mittelwellensender auf 828 kHz zu empfangen, allerdings wurde mit nur fünf Kilowatt gesendet. Das Programm wird zusätzlich mittels Livestream im Internet verbreitet und ist digital über den Satelliten Astra-3B auf 23.5 Grad Ost zu empfangen. Auch über DAB+  auf dem Kanal 11C war empfang in den Niederlanden möglich. Am 1. September 2017 wurde der Empfang über DAB+ eingestellt.
Der DAB+ Empfang von Arrow Classic Rock ist in den Niederlanden seit 2021 wieder nahezu überall möglich, mit Ausnahme der Provinz Zeeland, den westfriesischen Inseln sowie einigen Stellen in den Grenzregionen. Es wird der Kanal 7D im MTV-Netzwerk genutzt. Je nach Bereich ist nur der Außenempfang oder Dachantennenempfang gesichert möglich. Parallel sendet Arrow Classic Rock noch in den Regionalmuxen 6B-Oost und 7A-Zuid.

## Arrow Jazz FM
Mittlerweile betreibt Arrow auch einen Jazz-Ableger als Livestream mit dem Namen Arrow Jazz FM.